# Klasyfikacja Rodzajowa Środków Trwałych
Klasyfikacja Rodzajowa Środków Trwałych (KRŚT) – usystematyzowany wykaz obiektów majątku trwałego, tj. środków pracy i przedmiotów długotrwałego użytkowania zaliczonych do środków trwałych według funkcji, jaką te obiekty spełniają w procesie wytwarzania dóbr i usług materialnych lub w toku nieprodukcyjnego użytkowania.
KRŚT została wprowadzona do stosowania na mocy Zarządzenia Prezesa Głównego Urzędu Statystycznego z dnia 17 grudnia 1991 r. – stanowiła załącznik do tego zarządzenia wydany odrębnie w serii wydawniczej GUS „Zeszyty Metodyczne”, Warszawa 1991.
KRŚT przeznaczona była do stosowania przez wszystkie podmioty gospodarki narodowej prowadzące ewidencję księgową środków trwałych. Klasyfikacja stosowana była w sprawozdawczości statystycznej i w ewidencji księgowej środków trwałych.
W związku ze zmianą definicji środka trwałego została opracowana Klasyfikacja Środków Trwałych (KŚT) uwzględniająca powiązania z Polską Klasyfikacją Wyrobów i Usług (PKWiU) oraz Polską Klasyfikacją Obiektów Budowlanych (PKOB) i wprowadzona do stosowania rozporządzeniem Rady Ministrów z dnia 30 grudnia 1999 r. (Dz. U. Nr 112, poz. 1317).
Od dnia 1 stycznia 2011 r. obowiązuje Klasyfikacja Środków Trwałych (KŚT) według Rozporządzenia Rady Ministrów z dnia 10 grudnia 2010 r. (Dz.U. Nr 242, poz. 1622).